# Ethopia roseilinea
Ethopia roseilinea är en fjärilsart som beskrevs av Walker 1865. Ethopia roseilinea ingår i släktet Ethopia och familjen mott. Inga underarter finns listade i Catalogue of Life.